# Cheralita
La cheralita és un mineral de la classe dels fosfats que pertany al grup de la monazita. Rep el seu nom en honor de l'antic regne dravidià de Chera (Kerala), anterior a Travancore, el que avui és Kerala (Índia). Anteriorment coneguda amb el nom de brabantita; va ser redefinida per Linthout l'any 2007.

## Característiques
La cheralita és un fosfat de fórmula química CaTh(PO₄)₂. Cristal·litza en el sistema monoclínic. La textura dels cristalls va de subèdrica a anèdrica, els cristalls són massius, de fins a 5 cm. La seva duresa a l'escala de Mohs és 5.
Segons la classificació de Nickel-Strunz, la cheralita pertany a «08.A - Fosfats, etc. sense anions addicionals, sense H₂O, només amb cations de mida gran» juntament amb els següents minerals: nahpoïta, monetita, weilita, švenekita, archerita, bifosfamita, fosfamita, buchwaldita, schultenita, chernovita-(Y), dreyerita, wakefieldita-(Ce), wakefieldita-(Y), xenotima-(Y), pretulita, xenotima-(Yb), wakefieldita-(La), wakefieldita-(Nd), pucherita, ximengita, gasparita-(Ce), monacita-(Ce), monacita-(La), monacita-(Nd), rooseveltita, monacita-(Sm), tetrarooseveltita, chursinita i clinobisvanita.

## Formació i jaciments
La cheralita va ser descoberta a Kuttakuzhi (Kerala, Índia) disseminada en un dic de pegmatita caolonitzada i envoltant gneiss caolinitzat; d'origen al·luvial. També ha estat descrita a Alemanya, l'Argentina, Austràlia, Àustria, el Brasil, el Canadà, Eslovàquia, els Estats Units, Finlàndia, França, Hongria, Itàlia, Laos, Madagascar, el Marroc, Noruega, Polònia, la República Txeca, Rússia Sud-àfrica, Suïssa i la Xina.
Sol trobar-se associada a altres minerals com: turmalina, crisoberil, zircó i quars.